# Николай Пасларь
Николай Іванович Паслар (болг. Николай Паслар, рум. Nicolae Pâslaru; нар. 12 червня 1980, Тараклія, Молдавська РСР) — болгарський борець вільного стилю, переможець та бронзовий призер чемпіонатів світу, переможець та триразовий бронзовий призер чемпіонатів Європи, багаторазовий призер, переможець Кубків світу, учасник Олімпійських ігор. Майстер спорту Молдови міжнародного класу з вільної боротьби.

## Біографія
Наролився в Тараклії в родині бессарабських болгар. Його батько Іван і його мати Василиця працювали в колгоспі. Молодший брат Славко, також займався боротьбою. Боротьбою почав займатися з 1990 року. Перший тренер Степан Жепан. Після декількох років тренувань Николай переходить під опіку тренера Олександра Зубриліна, під керівництвом якого він згодом досягне найбільших успіхів. У складі збірної Молдови — срібний призер чемпіонату світу серед кадетів 1996 року, чемпіон світу та Європи серед юніорів 1999 року. Наприкінці 1999-го року Президент Болгарської федерації боротьби Валентин Йорданов і Гриша Ганчев запропонували Николаю Пасларю та його тренеру Олександру Зубриліну переїхати до Болгарії. Пропозиція була прийнята і в березні 2000 року Паслар отримав болгарський паспорт. Два тижні потому, Николай приносить першу медаль новій країні — бронзу у своєму дебютному чемпіонаті Європи серед дорослих, а ще через два місяці виграє ще одне золото європейської юніорської першості. Крім того, Николай виграв і квоту на Олімпійські ігри у Сіднеї, але через травму на зборах був змушений їх пропустити.
Через терористичний акт 11 вересня 2001 року у США чемпіонат світу з вільної боротьби переносять до Софії, де Паслар здобуває шість переконливих перемог, які приносять йому золоту медаль. В кінці того ж року його оголошено FILA найкращим у світі у борцем вільного стилю.
У Болгарії виступав за клуб «Славія-Літекс», згодом через затримки зарплат переїхав до Сливена, де звів собі новий будинок і боровся за СК «Слівен».

## Спортивні результати на міжнародних змаганнях

### Виступи на Олімпіадах
| Змагання                    | Збірна   | Вагова категорія          | Місце |
| --------------------------- | -------- | ------------------------- | ----- |
| Літні Олімпійські ігри 2004 | Болгарія | вільна боротьба, до 74 кг | 11    |

### Виступи на Чемпіонатах світу
| Змагання                        | Збірна   | Вагова категорія          | Місце  |
| ------------------------------- | -------- | ------------------------- | ------ |
| Чемпіонат світу з боротьби 2001 | Болгарія | вільна боротьба, до 69 кг | Золото |
| Чемпіонат світу з боротьби 2002 | Болгарія | вільна боротьба, до 74 кг | 11     |
| Чемпіонат світу з боротьби 2003 | Болгарія | вільна боротьба, до 74 кг | 14     |
| Чемпіонат світу з боротьби 2005 | Болгарія | вільна боротьба, до 74 кг | Бронза |
| Чемпіонат світу з боротьби 2007 | Болгарія | вільна боротьба, до 66 кг | 12     |
| Чемпіонат світу з боротьби 2013 | Болгарія | вільна боротьба, до 84 кг | 32     |

### Виступи на Чемпіонатах Європи
| Змагання                         | Збірна   | Вагова категорія          | Місце  |
| -------------------------------- | -------- | ------------------------- | ------ |
| Чемпіонат Європи з боротьби 2000 | Болгарія | вільна боротьба, до 69 кг | Бронза |
| Чемпіонат Європи з боротьби 2001 | Болгарія | вільна боротьба, до 69 кг | Бронза |
| Чемпіонат Європи з боротьби 2002 | Болгарія | вільна боротьба, до 66 кг | Бронза |
| Чемпіонат Європи з боротьби 2004 | Болгарія | вільна боротьба, до 74 кг | 5      |
| Чемпіонат Європи з боротьби 2005 | Болгарія | вільна боротьба, до 74 кг | Золото |
| Чемпіонат Європи з боротьби 2006 | Болгарія | вільна боротьба, до 74 кг | 10     |

### Виступи на інших змаганнях
| Змагання                                                         | Збірна   | Вагова категорія          | Місце  |
| ---------------------------------------------------------------- | -------- | ------------------------- | ------ |
| Олімпійський кваліфікаційний турнір з боротьби 2004 (Братислава) | Болгарія | вільна боротьба, до 74 кг | 12     |
| Олімпійський кваліфікаційний турнір з боротьби 2004 (Софія)      | Болгарія | вільна боротьба, до 74 кг | Золото |
| Міжнародний меморіал Дейва Шульца 2006                           | Болгарія | вільна боротьба, до 74 кг | Срібло |
| Турнір Дана Колова — Николи Петрова 2007                         | Болгарія | вільна боротьба, до 66 кг | Бронза |
| Меморіал Іона Корнеану 2013                                      | Болгарія | вільна боротьба, до 84 кг | Золото |